# Manpur Tapara
Manpur Tapara (nep. मानपुर टपरा) – gaun wikas samiti w zachodniej części Nepalu w strefie Bheri w dystrykcie Bardiya. Według nepalskiego spisu powszechnego z 2001 roku liczył on 1307 gospodarstw domowych i 9495 mieszkańców (4757 kobiet i 4738 mężczyzn).